# 1511
1511 (MDXI) var ett normalår som började en onsdag i den julianska kalendern.

## Händelser

### Augusti
- Augusti – Kuba blir en spansk koloni.[1]

### November
- 16 november – Sten Sture den yngre gifter sig med Kristina Nilsdotter (Gyllenstierna).

### Okänt datum
- Prins Kristian (II) anfaller Västergötland från Norge. Bland annat bränns och plundras Skara.
- Några svenska stormän bildar en oppositionsgrupp mot Svante Nilsson (Sture). De vill föra en mer fredsvänlig politik och närma sig Hansans rival Nederländerna.
- Svante Stures styrkor, med Hemming Gadh som befälhavare, belägrar Kalmar.
- Rådet vill att Svante Sture och kanslern Peder Sunnanväder skall avgå.
- Kriget mellan Sverige och Danmark läggs på is i och med att striderna mattas av i slutet av året.
- Erasmus av Rotterdam färdigställer konstverket Dårskapens lov.

## Födda
- 16 maj – Andreas Gerhard Hyperius, holländsktysk protestantisk teolog.
- 18 juni – Bartolomeo Ammanati, italiensk skulptör och arkitekt.
- 9 juli – Dorothea av Sachsen-Lauenburg, drottning av Danmark och Norge 1534–1559, gift med Kristian III.
- 29 september – Miguel Serveto, spansk läkare och teolog.

## Avlidna
- Våren – Erik Turesson (Bielke), svenskt riksråd.
- 13 juni – Hedwig I av Quedlinburg, regerande furstlig abbedissa av Quedlinburgs stift.
- 31 december
  - Svante Nilsson (Sture), svensk riksföreståndare sedan 1504 (död denna dag eller 2 januari 1512).
  - Bianca Maria Sforza, tysk-romersk kejsarinna.

### Fotnoter
1. ↑  World Statesmen (läst 4 april 2011)